# 七面山
七面山（しちめんさん）は山梨県南巨摩郡にある1,989mの山。三角点は1,982.4m。日本二百名山の一つに選定されている。

## 地理
東側は身延山、富士川を隔てて天子山地と対峙し、西側には笊ヶ岳、青薙山など、赤石山脈南部、白峰南嶺の山々が連なる。
山頂東北部の約73haが歴史的に久遠寺の寺領であり、現在も周囲を早川町に囲まれた身延町の飛地となっている。そのため、身延山支院の住職たちが交代で別当を務め、七面山別当と呼ばれている。

## 信仰の山
文永11年（1274年）に日蓮が開いた身延山久遠寺、また法華経を守護するとされる七面大明神（七面天女）を祀る信仰の山で、日蓮書状（「日蓮上人遺文」）にも記されており、日蓮の高弟である日朗が開いたといわれる。
各所に崩落が見られるため「ナナイタガレ」「オオガレ」とも呼ばれ、日蓮書状にも崩落の様子が記されている。
春木川にかかる羽衣橋の西詰めが登山道となる表参道の入口となっており、杉木立の中を50丁に区切られたジグザグに続く遙拝路を徒歩で登る。所要時間は約4～5時間。時折、白装束の信者たちと行き交う。
途中、2丁目に神力坊、13丁目に肝心坊、23丁目に中適坊、36丁目に晴雲坊があり、参拝登山者に湯茶を振る舞う休憩所となっている。
山頂近くの標高1700m付近には敬慎院があり、多くの人が宿坊に宿泊する。敬慎院から山頂付近にかけては富士山の好展望地として知られる。
敬慎院には名物とも言える非常に長い敷布団があり、宿泊者はその布団に並んで寝る。なおその敷布団を収納する際はロール状に丸めていく。
奥の院には影嚮石（ようごうせき）という七面天女由来の磐座があり、その周りを回りながら願い事をするとよいという。
頂上には一の池、二の池、三の池等、池がある。一の池正面の祠には水晶玉が祀られている。
富士山のほぼ真西にあるため、春分・秋分の日には、富士山山頂からのご来光が望める。

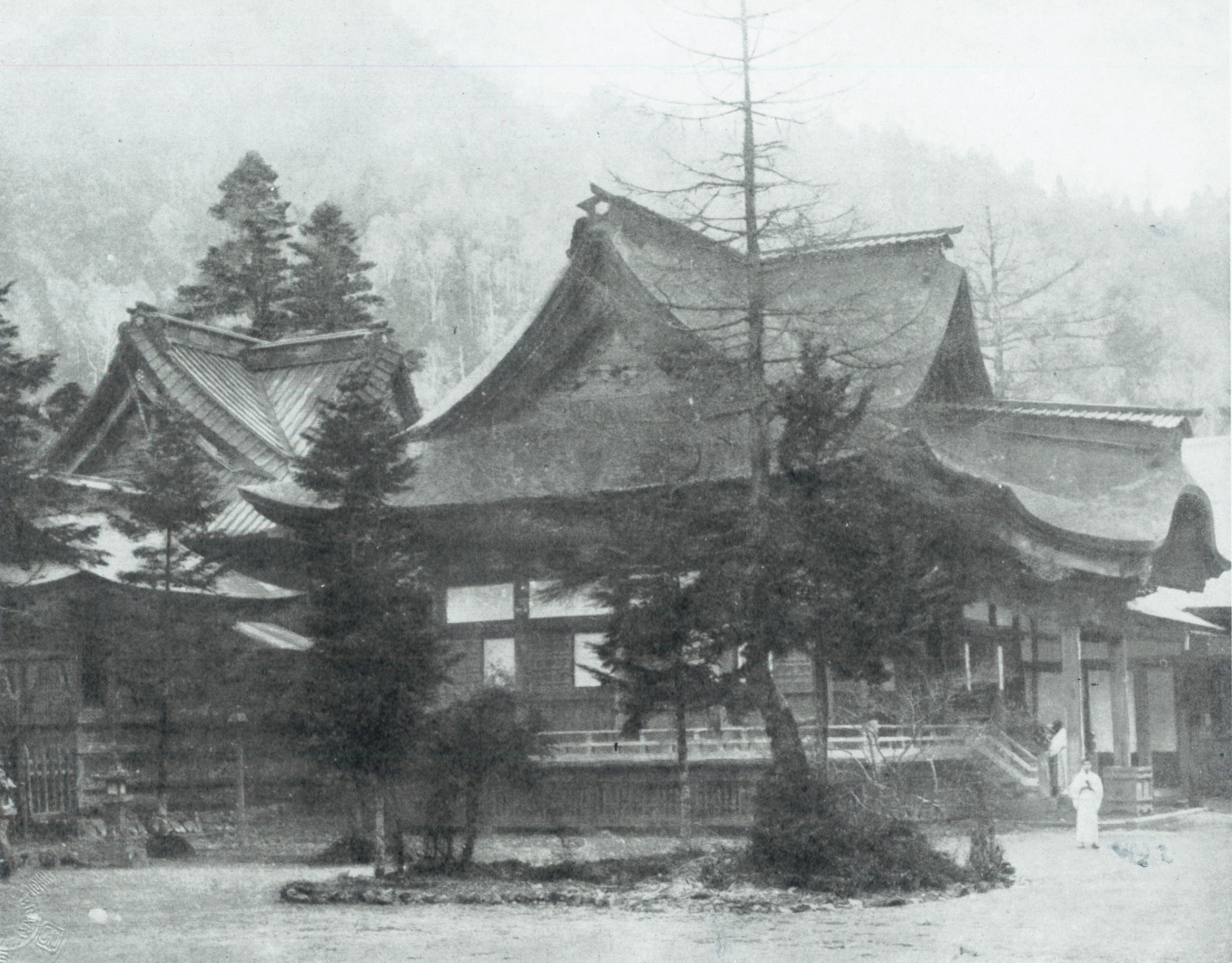
昭和初期の七面山敬慎院
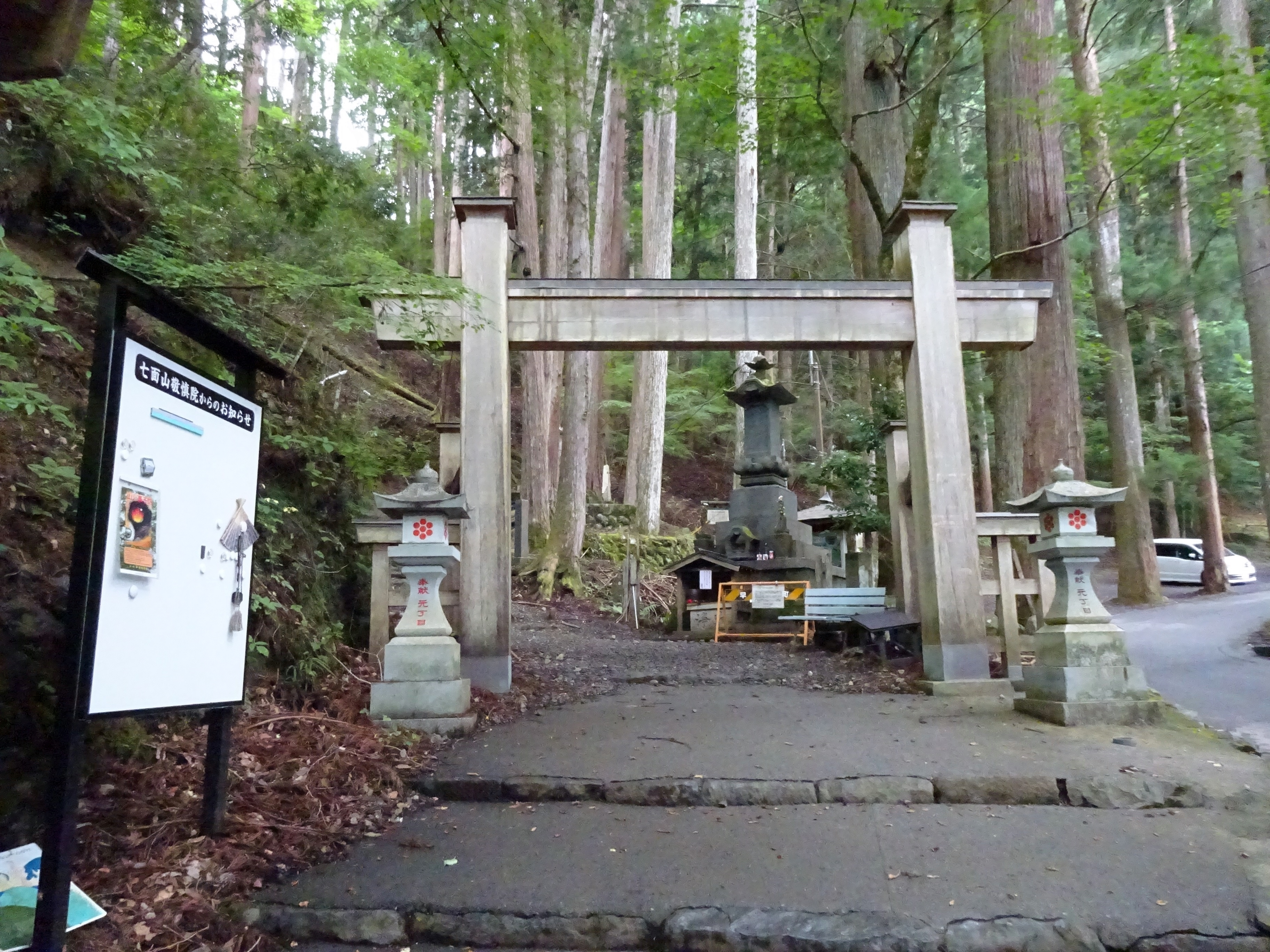
七面山敬慎院への登山口
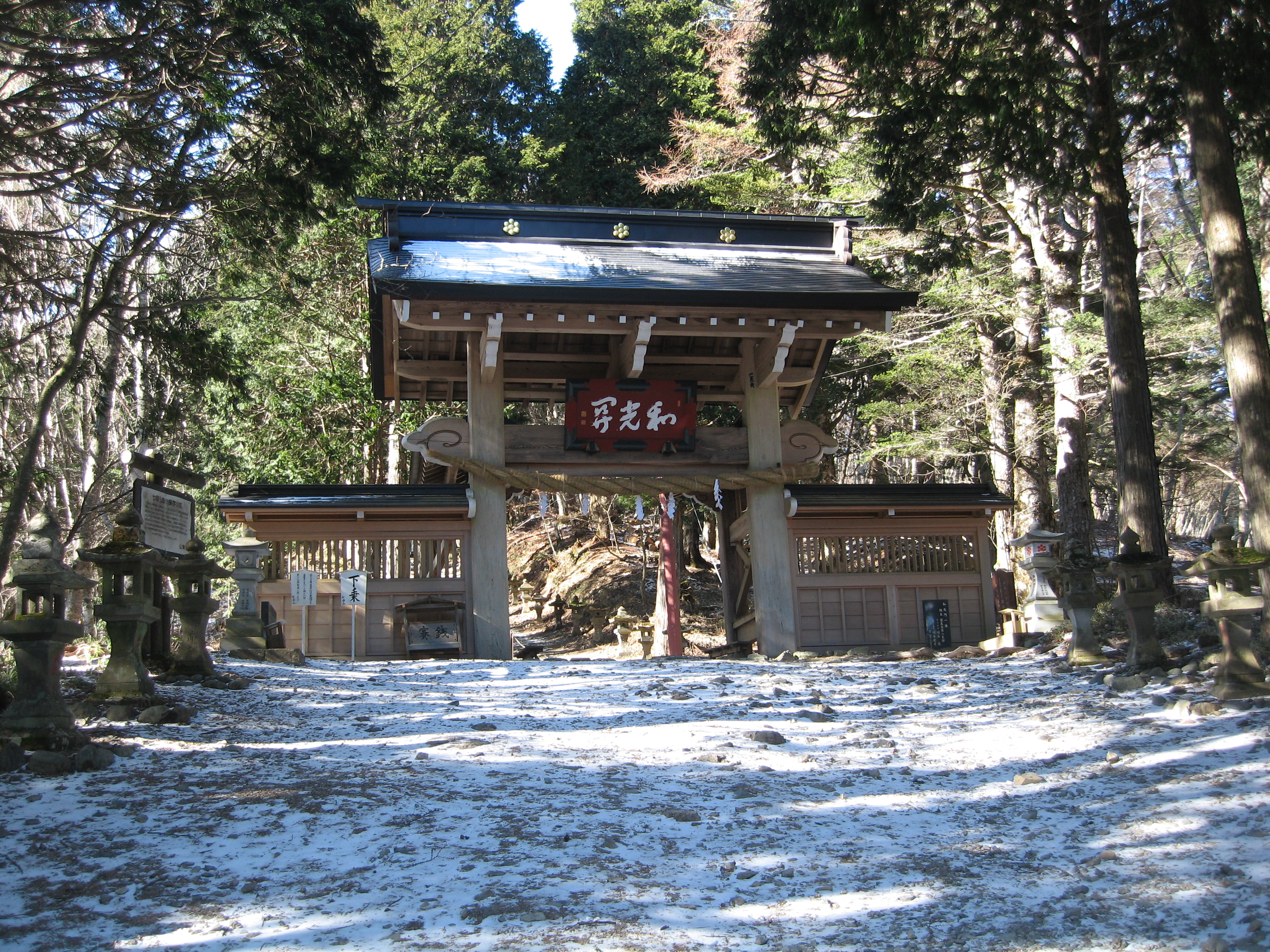
七面山登山道にある和光門
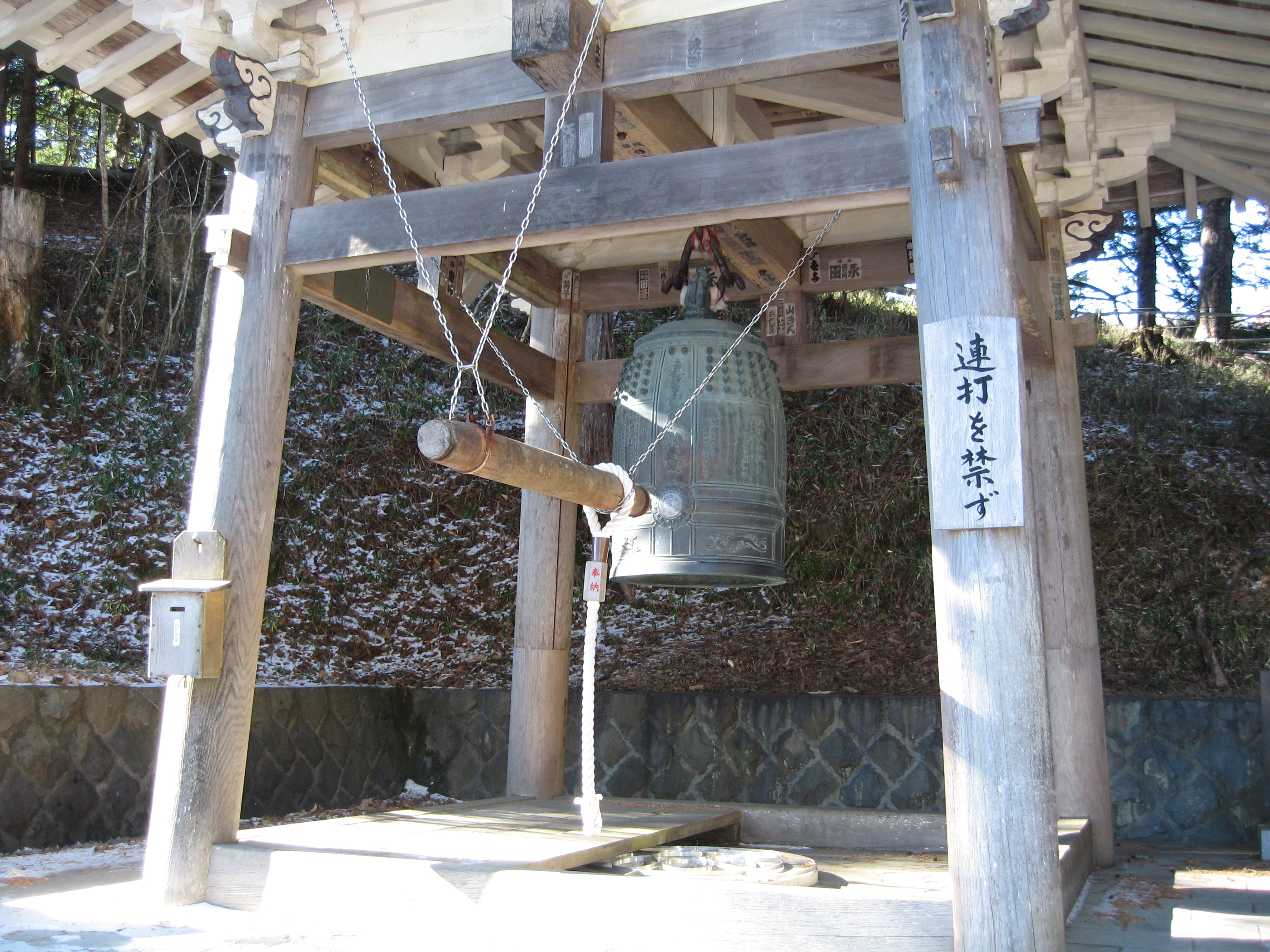
七面山にある鐘楼
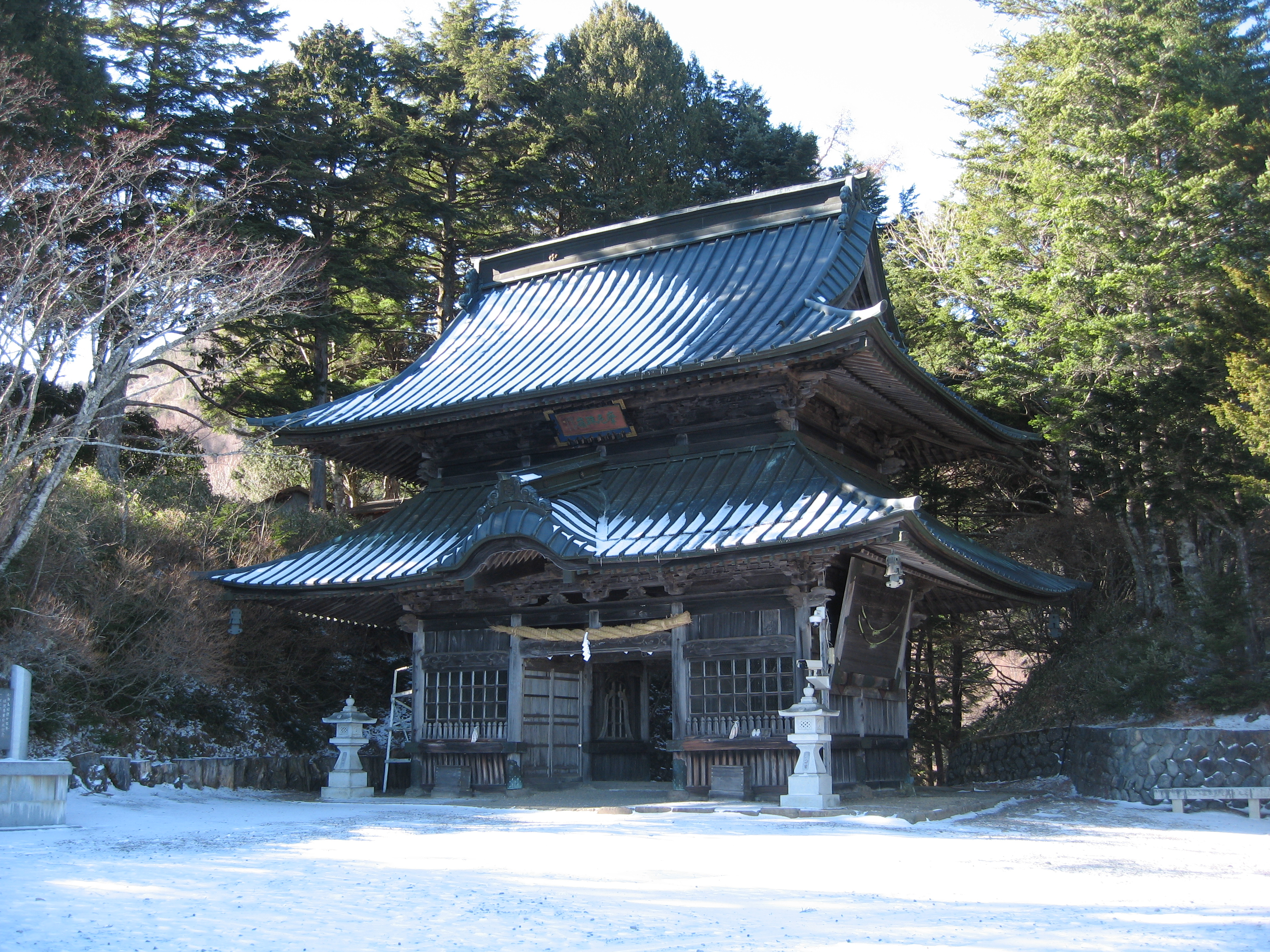
七面山敬慎院にある随身門
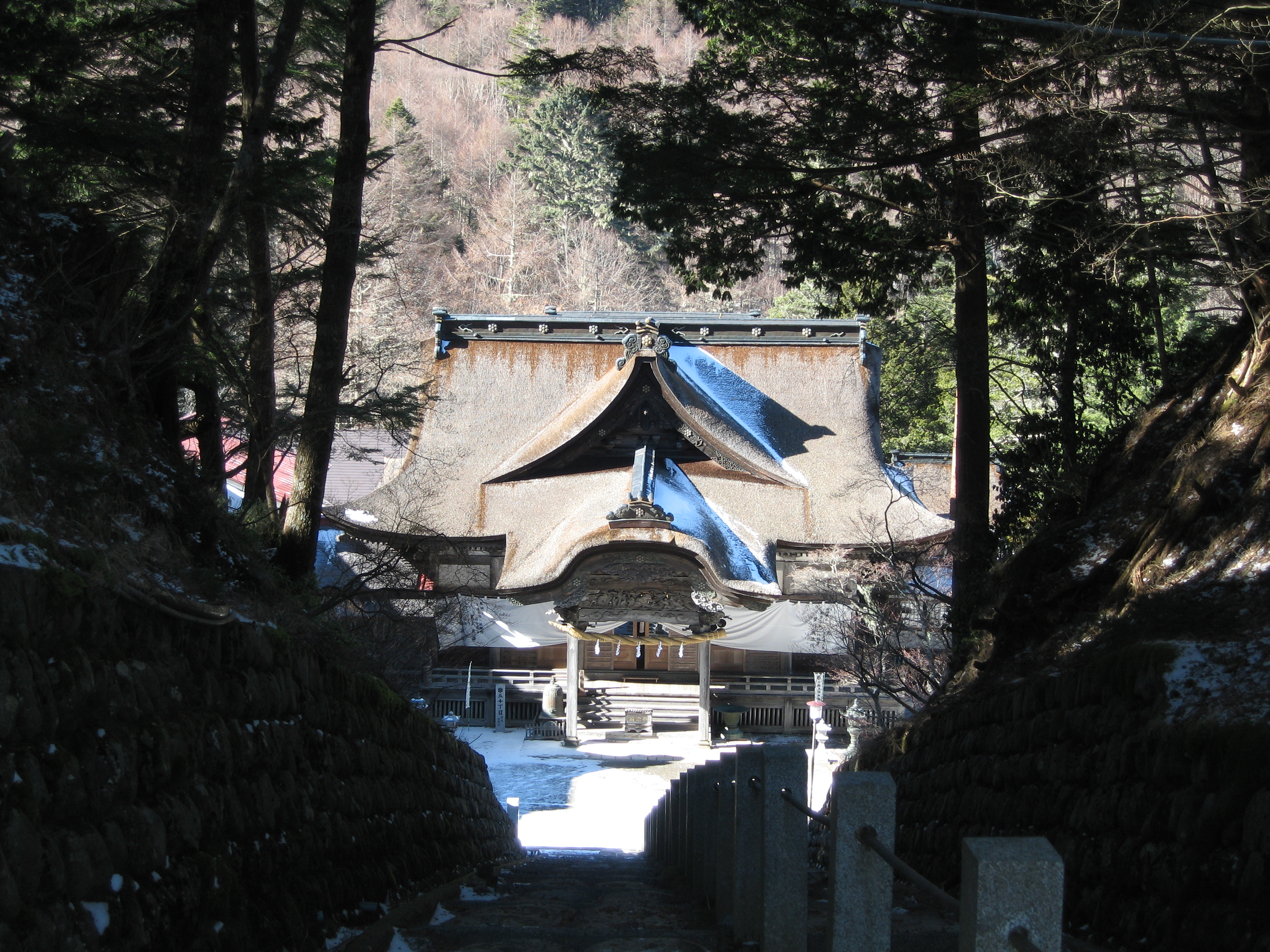
七面山敬慎院にある石段
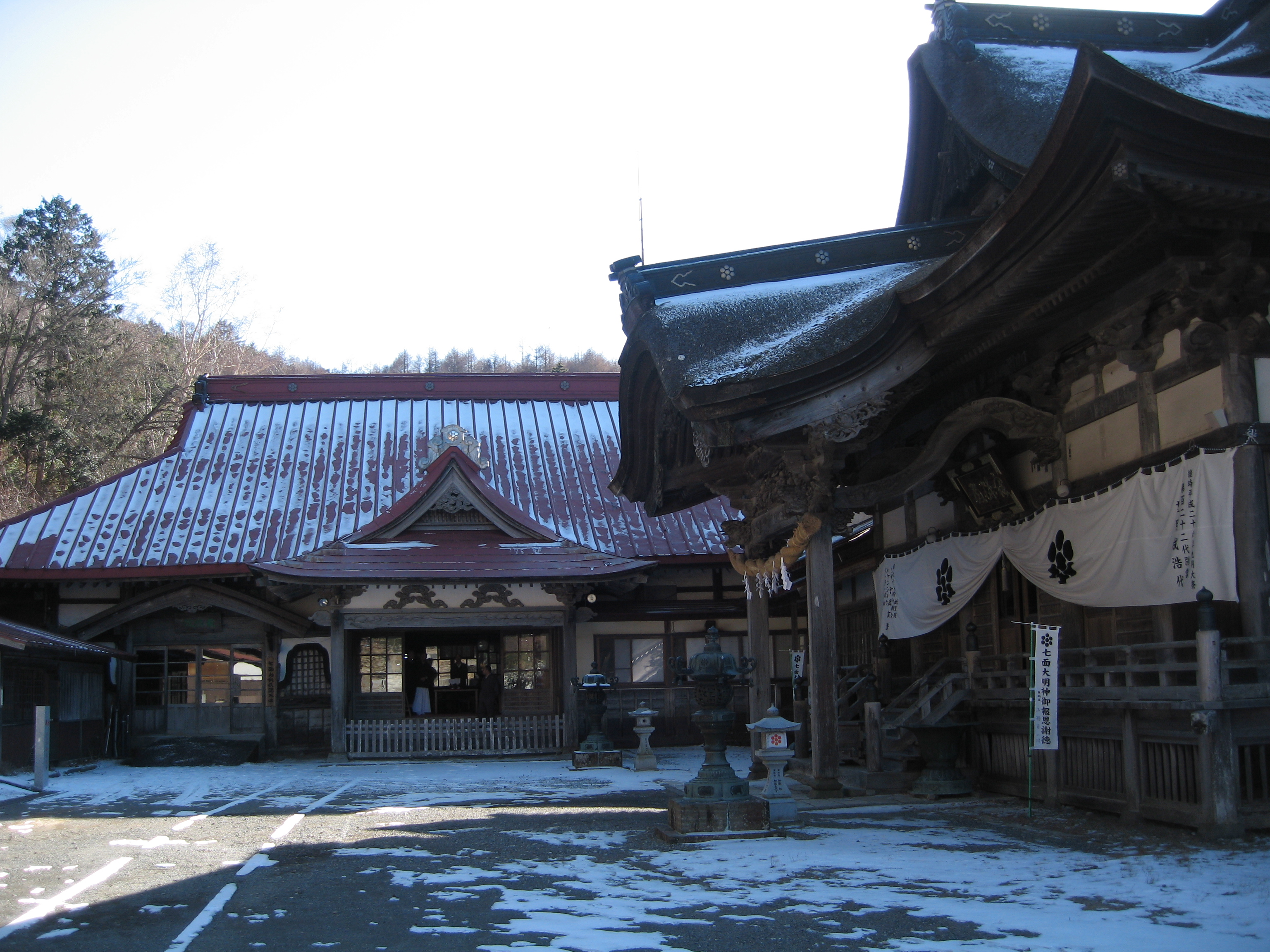
七面山敬慎院
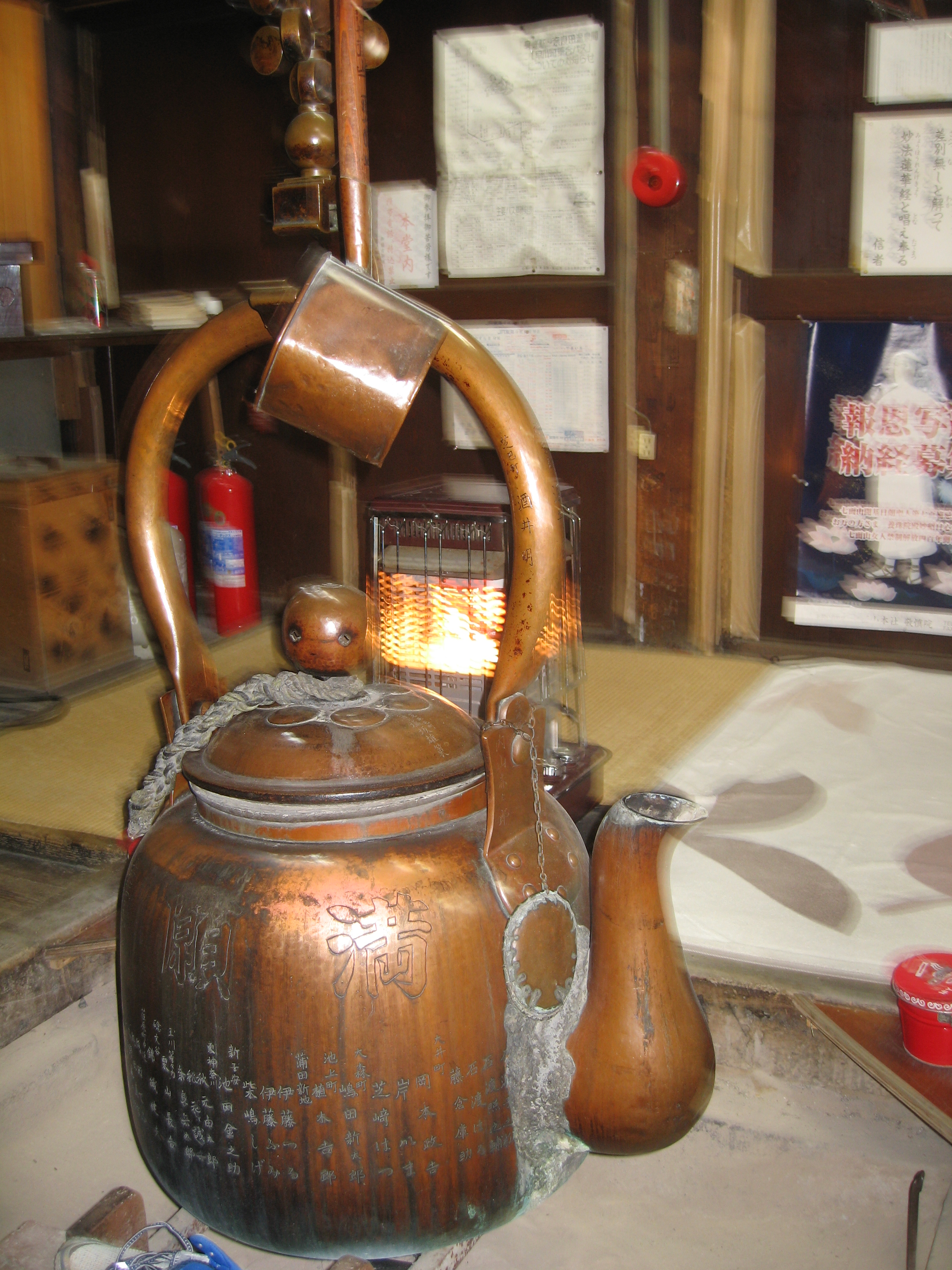
七面山敬慎院にある大薬缶
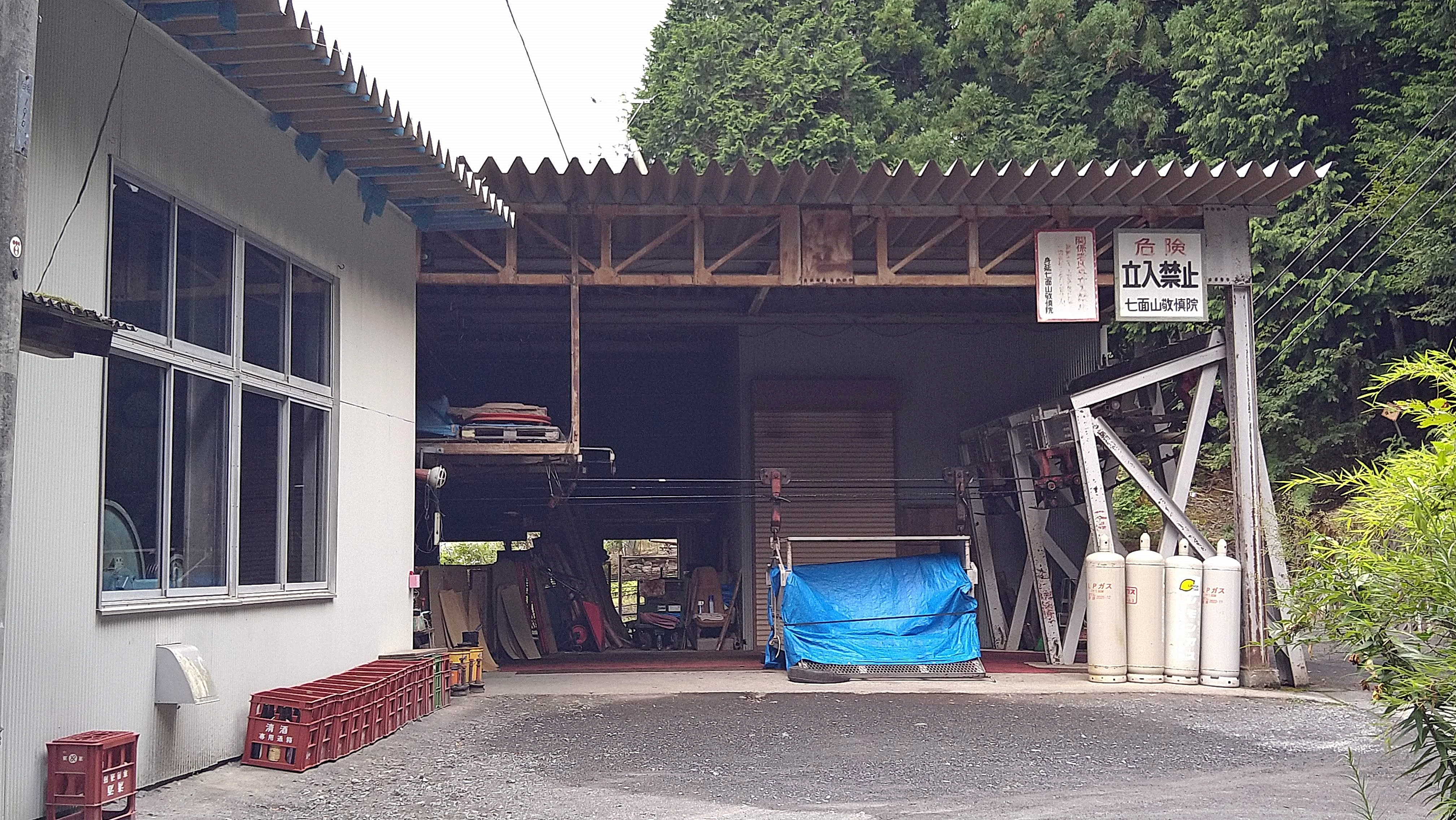
七面山敬慎院用の索道下部積載場（貨物用）
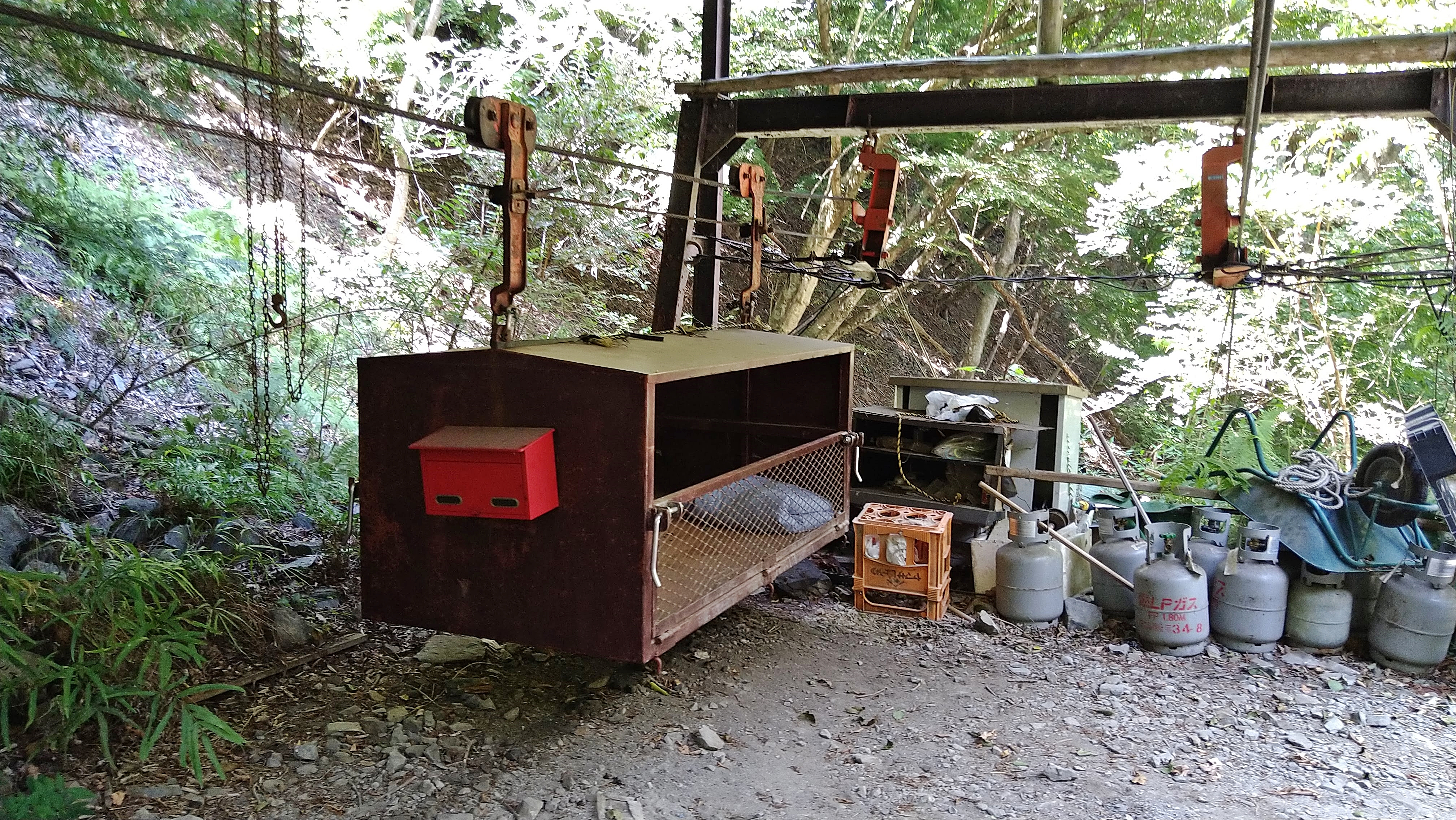
七面山13丁肝心坊用の索道（貨物用）
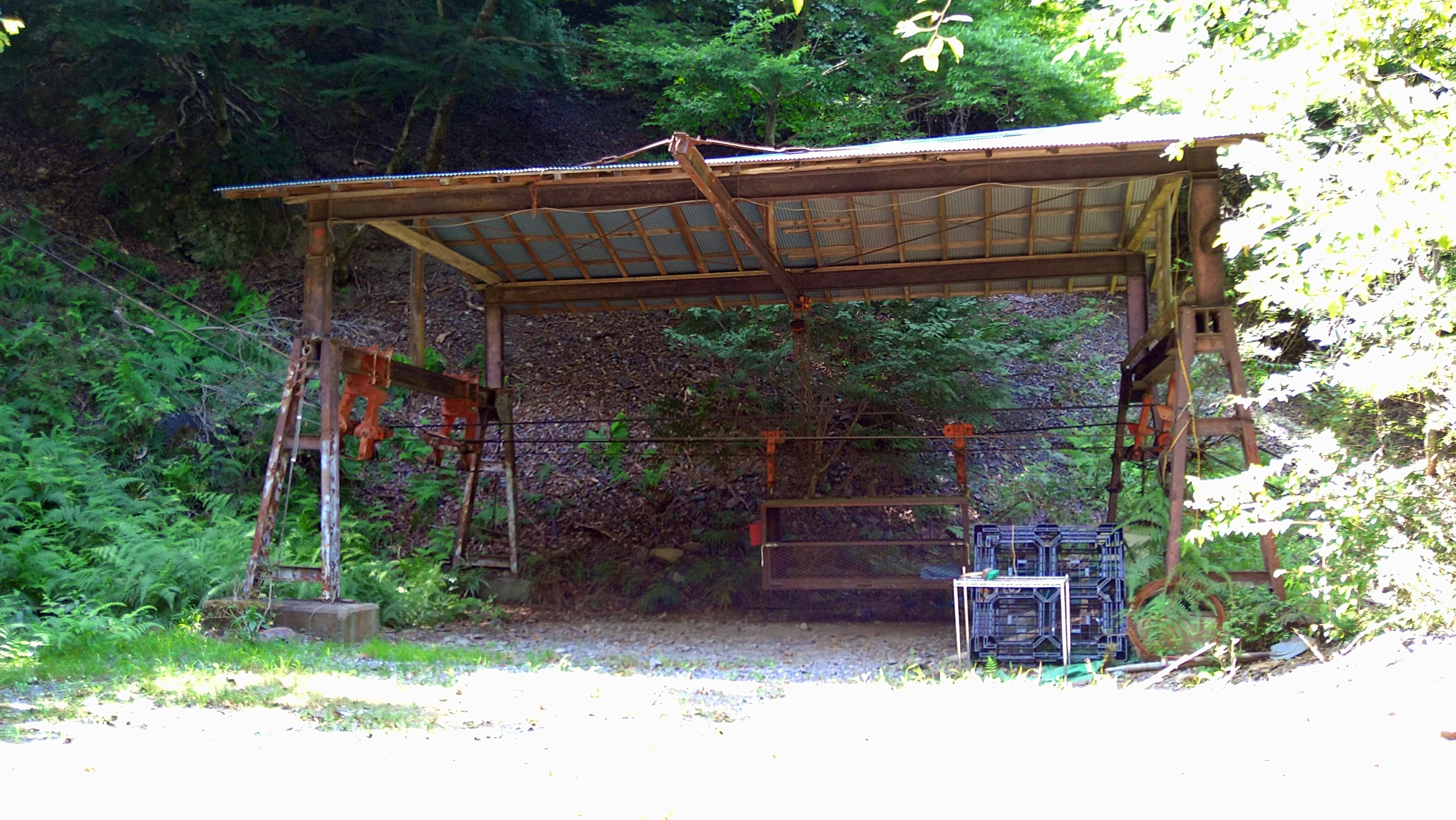
同索道小屋

## 七面山大崩れ
山頂の南東にある崩壊地のことである。1854年の安政東海地震によるものと長年考えられてきたが、早川町内の旧家に残る1651年の古文書に「大かれ」の表記が見つかり、1651年以前にすでに崩壊地があったことが判明した。この研究を行った永井・中村は、特定の地震による一度の大崩壊ではなく、幾度かの地震と毎年の侵食によるものと結論付けている。

## 隣接する山
- 八紘嶺 (1,914m)
- 身延山 (1,153m)